# Haager Große Allianz
Die Haager Große Allianz wurde am 7. September 1701 in Den Haag abgeschlossen und war ein breites Bündnis gegen Ludwig XIV. während des Spanischen Erbfolgekrieges.
Am Anfang des spanischen Erbfolgekrieges bemühte sich Kaiser Leopold I. um die Unterstützung der Niederlande und Englands. Diese Verhandlungen wurden gefördert durch die Siege von Eugen von Savoyen auf dem oberitalienischen Kriegsschauplatz.
Das Bündnis wurde zunächst zwischen dem Kaiser, England und den Niederlanden abgeschlossen, zu denen am 30. Dezember 1701 der preußische König trat. Seit 1703 schlossen sich das Reich als Ganzes sowie zahlreiche Reichsstände wie Kurbrandenburg, Braunschweig, Hessen-Kassel, Mecklenburg-Schwerin, der fränkische, der schwäbische, der niederrheinisch-westfälische und der oberrheinische Reichskreis an. Auch Savoyen, nachdem es die Seiten gewechselt hatte, und Portugal kamen hinzu.
Das offizielle Ziel war die Bewahrung des Friedens. Aber das Bündnis stellte sich im Streit um die Nachfolge von Karl II. ganz auf die kaiserliche Seite. Frankreich wurden keine Rechte auf Spanien zuerkannt. Bei möglichen kriegerischen Aktionen wollten sich die Bündnispartner gegenseitig unterstützen. Die militärischen Operationen sollten untereinander abgestimmt werden. Besonders geschützt werden sollten die spanischen Niederlande auch mit Blick auf die freien Niederlande sowie das Herzogtum Mailand zum Schutz der habsburgischen Besitzungen in Italien.
Auf Seiten Frankreichs standen unter anderem Kurbayern und Kurköln. In den ersten Jahren erzielte die Allianz große militärische Erfolge. Eine Wende für die Allianz kam nach dem Tod Kaiser Joseph I., als der habsburgische Thronbewerber in Spanien als Karl VI. auch Kaiser wurde. Damit war an Stelle einer französischen eine österreichische Hegemonie zu befürchten. Hinzu kam in England eine verbreitete Kriegsmüdigkeit. Daher scherte England 1713 aus dem Bündnis aus und schloss Frieden mit Frankreich.